# 51 г. пр.н.е.
51 (петдесет и първа) година преди новата ера (пр.н.е.) е година от доюлианския (Помпилийски) римски календар.

## Събития

### В Римската република
- Консули на Римската република са Сервий Сулпиций Руф и Марк Клавдий Марцел.
- Цицерон е назначен за управител на Киликия. Марк Калпурний Бибул е назначен за управител на Сирия, където трябва да замести Гай Касий Лонгин.[1]
- Септември – голяма партска армия, предвождана от принц Пакор, нахлува в Сирия.[2] По предложение на консула Марцел, Сенатът решава да разгледа въпроса за Цезар и командването му в Галия на 1 март 50 г. пр.н.е.[1]
- Касий отбива партска атака над Антиохия преди Бибул да достигне провинцията си или Цицерон да изпрати подкрепления.[1]
- Октомври – Цицерон ръководи успешна военна кампания срещу все още неприемащите римското управление градове в планините Тавър.[3]

### В Египет
- След смъртта на Птолемей XII, трона на Египет е наследен от Клеопатра VII и по-малкият ѝ брат Птолемей XIII.

## Родени
- Чен Ди, император на Китай (умрял 7 г. пр.н.е.)

## Починали
- Птолемей XII, фараон на Египет (роден 117 г. пр.н.е.)
- Посидоний, древногръцки философ, историк, географ и астроном (роден ок. 135 г. пр.н.е.)